# 北九州市交通局
北九州市交通局（きたきゅうしゅうしこうつうきょく）は、福岡県北九州市の自動車運送業務を担う地方公営企業法、および、北九州市交通事業の設置等に関する条例（昭和41年12月27日北九州市条例第57号）に基づく地方公営企業である。
公営バス事業（北九州市営バス）を行っている。かつては軌道事業（北九州市営軌道）も行っていた。

## 概要
1929年に若松市により若松市交通局として発足し、1963年2月10日に若松市が小倉市・門司市・戸畑市・八幡市と対等合併して発足した北九州市へ交通局が引き継がれた。1929年に乗合バス、1950年に貸切バス、1972年に国内旅行業の事業を始めた。
こうした歴史的経緯から、北九州市が直接運営する地方公営企業ではあるものの、その事業エリアは若松区（旧・若松市）とその周辺部が中心で、それ以外の北九州市内のバス事業は主に西日本鉄道子会社の西鉄バス北九州が担当している（西鉄バス北九州の分社化前は西日本鉄道本体が直営していた）。
2002年10月1日から2017年3月31日までは、黒崎・芦屋間の急行バス（芦屋急行線）を、市営向田営業所と西鉄バス北九州・八幡自動車営業所が共同運行していた。
軌道事業は貨物輸送専業で、1936年から1971年まで行っていた（市営軌道そのものは1975年まで運行。詳細後述）。

## 沿革
- 1929年（昭和4年）6月15日 - 若松市、路線バス事業を開始。
- 1936年（昭和11年） - 市営軌道（貨物専用路面電車）の運行を開始。
- 1950年（昭和25年）
  - 4月24日 - 貸切バス事業を開始。
  - 10月20日 - 西鉄バスとの間で若松 - 福岡間の相互乗り入れ開始（廃止時期不明）。
- 1963年（昭和38年）2月10日 - 北九州市発足、旧若松市の交通事業を引き継ぐ。この前後に若戸大橋経由のバス路線を運行開始。
- 1975年（昭和50年） - 若松区内の貨物専用路面電車を廃止。
- 1987年（昭和62年） - 向田営業所開設。
- 1999年（平成11年） - 二島営業所・小石営業所を廃止。小石営業所の向かいにあった響南中学校（1997年度限りで閉校）の跡地に、交通局を二島営業所の位置から移転し、若松営業所を新設（庁舎は響南中学校旧校舎を活用）。
- 2001年（平成13年）9月20日 - 非接触式ICカード「ひまわりバスカード」を導入。
- 2002年（平成14年）10月26日 - 西鉄バス北九州の協力を受け、「社会実験」として黒崎芦屋間急行バスの運行を開始。
- 2005年（平成17年）4月1日 - 西鉄バス北九州芦屋線の廃止に伴い、その代替として芦屋町タウンバスの運行受託を開始。
- 2006年（平成18年）
  - 3月16日 - 北九州空港の移転に合わせ、折尾・学研都市ひびきのと空港を結ぶ高速バスの運行を開始。
  - 4月1日 - 抜本的ダイヤ改正・路線再編を実施。大半の系統を二島駅で分断。
- 2007年（平成19年）8月1日 - 上記の北九州空港行き高速バスを向田営業所まで延伸。
- 2009年（平成21年）
  - 4月1日 - 水巻町南部に乗り入れていた西鉄バス北九州中間線（63、64番系統）の一部区間廃止に伴い水巻町内区間はすべて廃止されたため、その代替として同町南部へ乗り入れを開始。また、上記の北九州空港行き高速バスを、西鉄バス北九州が運行している黒崎 - 北九州空港線と統合、同社との共同運行とし、一部の経路を変更（詳細後述）。
  - 10月1日 - 利用促進を図るため小倉線を増便。平日は24便となり従来より8往復増便となった。
- 2010年（平成22年）
  - 4月1日 - 上記の北九州空港行き高速バスから西鉄バス北九州が撤退、再び市営バスの単独運行に戻る（詳細後述）。
  - 4月3日 - 4年ぶりに抜本的ダイヤ改正・路線再編を実施。
  - 12月27日 - 小倉記念病院の移転に伴い、病院玄関前に「小倉記念病院玄関前」バス停を新設。
- 2011年（平成23年）
  - 3月12日 - 小倉駅北口の「新幹線口（しんかんせんぐち）」への改称に伴い、「小倉駅北口」バス停名称を、「小倉駅新幹線口」に改称。
  - 3月27日 - 上記の北九州空港行き高速バスを一度撤退した西鉄バス北九州へ民間移譲、学研都市ひびきの発着に戻る（詳細後述）。
  - 4月1日 - 市立若松病院の「産業医科大学若松病院」への改称に伴い、「市立若松病院」バス停名称を、「産業医科大学若松病院」に改称。
  - 10月3日 - 折尾トンネルの撤去工事に伴い、折尾駅 - 頃末 - 向田営業所の路線（86番系統）を2012年3月31日までの間折尾四丁目経由から九州女子大前経由に変更。
- 2012年（平成24年）
  - 4月1日 - 16年ぶりに運賃改定を実施。
- 2013年（平成25年）
  - 4月1日 - 芦屋町内の系統のうち、山鹿 - はまゆう団地間を廃止、芦屋町タウンバスに移譲。また、5月に八幡西区役所が移転されることに伴い、「八幡西区役所前」バス停名称を、「御手洗公園前」に改称。
  - 8月1日 - 経営改善のため「ふれあい定期」の料金を全種従前の2倍に引き上げ。
- 2014年（平成26年）
  - 3月26日 - 一部の路線で電気バスの運行を開始。
  - 4月1日 - 消費税8%引き上げに伴い運賃改定を実施。
  - 6月1日 - 不採算路線である若松北西部の路線を分断。小型バスによる運用開始。運賃は1区350円、2区400円。
  - 12月21日 - 若松北西部線において、フリー降車制度を導入。
- 2016年（平成28年）
  - 5月9日 - ハローキティキャラクターバスファミリーver.（三菱ふそう製）運行を開始。ハローキティキャラクターバス ファミリーver.

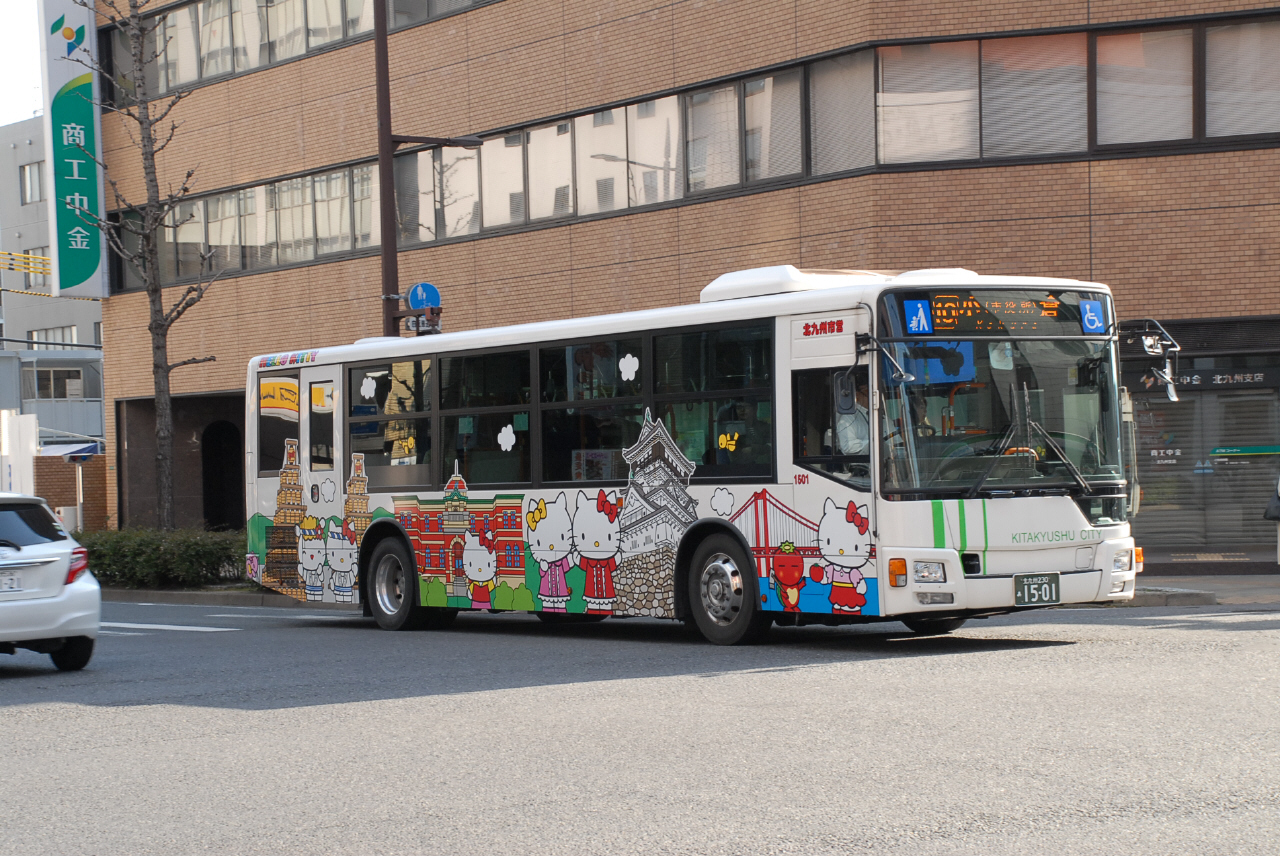
ハローキティキャラクターバス ファミリーver.

  - 9月1日 - 受託路線を除いた全線においてダイヤ改正。上記不採算路線の運賃・路線見直しが図られ、特定区間の運賃は1区260円、2区290円などに引き下げられると共に加算運賃制度に移行。あわせて特定加算運賃適用区間が若松区北西部の大半に拡大した。また、2002年10月26日から試験運行を開始した「黒崎芦屋間急行バス」（芦屋急行線）が、自家用車の普及等の影響で利用者が伸び悩み本格実施へ移行することが困難であると判断され、2017年3月31日をもって西鉄バス北九州と共に廃止することが決定。これに伴い、芦屋町 - 折尾駅間の折尾駅への速達性・利便性を図るため、朝の通勤時間帯に快速便の増便等を含めたダイヤ改正や、折尾駅から学研都市方面の利便性を図るため、折尾駅（西口） - 学研都市経由 - 青葉台（サイエンスパーク）行きを開設した。[2]
- 2017年（平成29年）
  - 3月31日 - 黒崎芦屋間急行バス（芦屋急行線）と、イオン若松ショッピングセンターシャトルバスが廃止になった。
  - 5月1日 - ハローキティキャラクターバスリボンver.（日野自動車製）が運用開始。ハローキティキャラクターバス リボンver.
なお現在はファミリーver.、リボンver.ともにハローキティラッピングでの運行を終了し別の広告ラッピングとなった
  - 12月1日

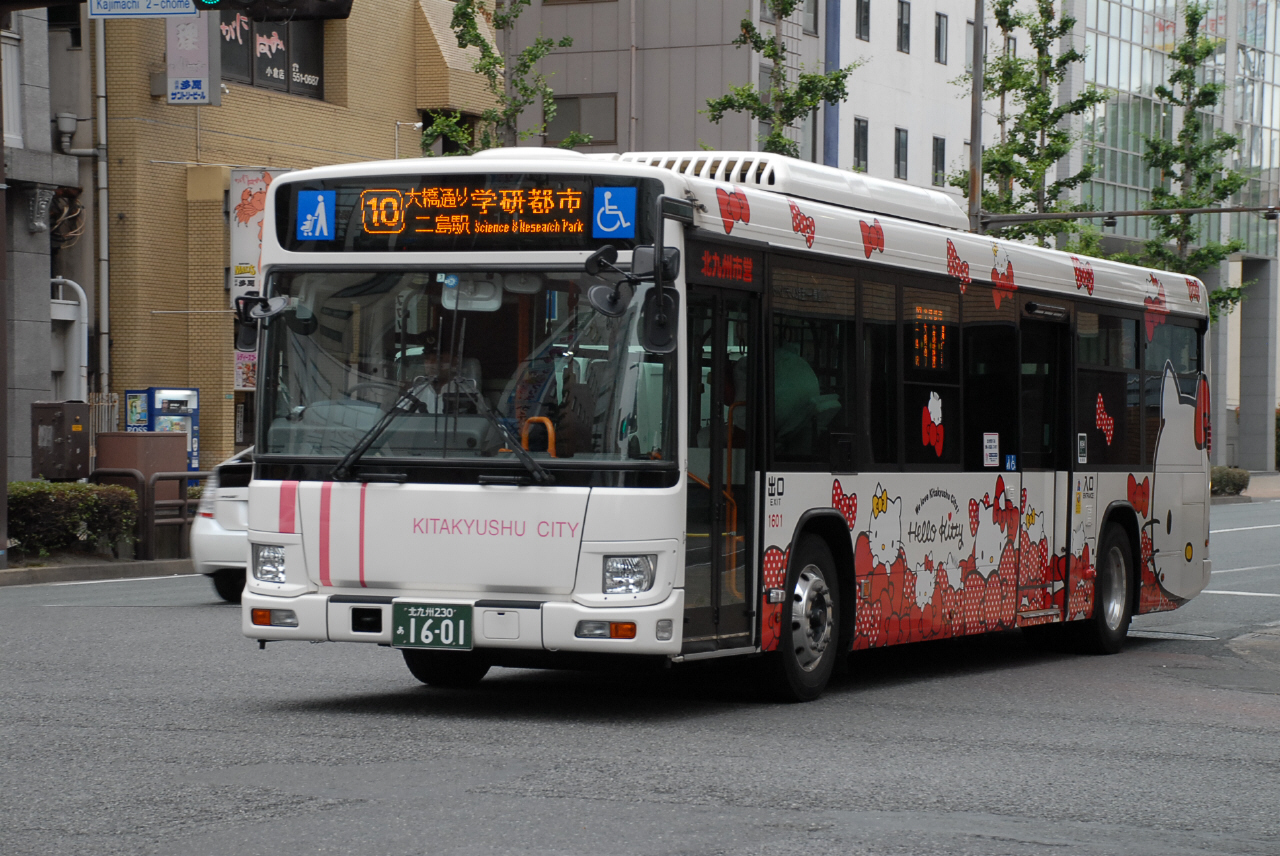
ハローキティキャラクターバス リボンver.
なお現在はファミリーver.、リボンver.ともにハローキティラッピングでの運行を終了し別の広告ラッピングとなった

    - 精神障害者（精神障害者保健福祉手帳所持者）に対する特別割引（運賃5割引）を導入[3]。
      - ※北九州市在住の精神障害者は福祉優待乗車証の交付を受けることができ、それを提示することにより運賃無料となるため、主に北九州市外在住の手帳所持者が対象。

    - 折尾駅西口アンダーパス全面通行止めに伴い、折尾駅行きの路線を中心にダイヤ改正実施[4]。
- 2018年（平成30年）
  - 3月1日 - 芦屋中央病院（芦屋町）の移転[5]に伴い、新病院最寄りの「花美坂入口」を「芦屋中央病院下」に変更[6]。
  - 12月1日 - 若戸大橋の通行料無料化に伴い、通行区間の運賃を10円値下げ[7]。
- 2019年（平成31年、令和元年）
  - 3月30日 - 路線の新設や運行経路の変更などを伴う大規模なダイヤ改正を実施[8]。
  - 6月28日 - ジョルダン株式会社とMaaS推進を目的として包括連携協定を締結[9]。
  - 10月1日 - 消費税10%引き上げに伴い運賃改定を実施[10]。また、黒崎駅北口駅前広場の供用開始に伴い「黒崎駅北口」バス停を新設[11]。さらに一部の系統でダイヤ改正と経路変更を実施[12]。
- 2020年（令和2年）
  - 1月28日 - ICカード乗車券（ひまわりバスカード）として発行している「一日乗車券」をモバイルチケットとして、ジョルダン時刻検索アプリ「乗換案内」内で販売・運用を開始[13]。
  - 2月17日 - 3月28日のダイヤ改正に合わせて導入予定の小型車両の円滑な導入を図るため、利用状況などを調査することを目的とした試験運行をかんぽの宿北九州 - 赤崎間にて実施。試験区域内の運賃は無料で、3月13日までの平日のみ運行される[14]。
  - 3月21日 - 折尾駅前案内所が入居しているオリオンプラザの解体工事が令和2年度から始まるため、南鷹見町15番20号（折尾ロイヤルビル1階、旧ミスタードーナツ折尾駅前ショップ）に移転。移転先では23日10時30分から開業[15]。
  - 3月28日 - 経営改善に向けた取り組みとして交通局始まって以来の大規模な赤字路線やバス停の廃止（西鉄バス北九州への移譲ではない）、休日便の減便などを伴うダイヤ改正を実施。また、乗客が少ない路線や時間帯にて小型車両（トヨタ ハイエース）を導入。小型車両導入に併せて、若松北西部地域における乗合バスの利用促進を図るため、この路線の運賃が一般路線運賃に戻された。この他、日吉台・水巻町から芦屋中央病院への通院や芦屋町からディスカウントストアーへの買い物の利便性を確保するため芦屋中央病院玄関前行きの新設（この路線は「猪熊」を経由しないため、県道202号の三ツ頭橋交差点付近に折尾駅行きの「第二三松園」を増設、「芦屋中央病院玄関前」を新設）、小倉線の一部の便を小倉駅新幹線口起終点に変更、小倉駅新幹線口起終点の一部路線を小倉港松山行きフェリーのりばへ延伸（これに伴い「小倉港松山行きフェリーのりば」を新設）、手前にある「堺町公園」との停留所間隔が短いため「紺屋町」を廃止、折尾駅 - 芦屋路線の浅川本村一体の利便性を確保するため、日産プリンス福岡販売折尾店横に「浅川入口」を新設[16][17][18]。
  - 4月1日 - ICカード乗車券（ひまわりバスカード）の回数乗車券のプレミア率を現行の最大15%から10%への見直しが行われた[16][19]。
  - 5月25日 - 新型コロナウイルス感染症の影響により、利用者の大幅な減少が続いていることから、秋頃に予定されていた平日ダイヤの改正を前倒して平日ダイヤを土曜ダイヤに変更する。これにより従来の平日ダイヤから大幅に減便され、夕方17時以降の芦屋線（折尾駅→鶴松団地・第二粟屋）の快速が廃止となる[20][21]。
  - 10月3日 - 運行時刻の見直し、一部路線の廃止と統合、経由地変更や路線新設を伴うダイヤ改正を実施。産業医科大学病院 - 古開 - 本城駅 - 産業医科大学病院の循環路線の新設、高須団地 - 黒崎線の産業医科大学病院内乗り入れなど産業医科大学病院へのアクセスが向上した。この他、折尾駅西口 - 丸尾町 - 二島駅線を折尾出張所前経由の路線に統合、若松渡場 - 中畑 - 若松営業所線を迫田町経由の路線に統合、戸畑駅 - エコタウンセンター線が廃止となる。ただし、戸畑駅 - 響町・エコタウン線の運行は引き続き行われる[22]。またこのダイヤ改正で芦屋線（折尾駅→鶴松団地）の快速が91系統のみで再設された[23]。
  - 10月26日 - 大型車両での運行ができない高台地区の住民の交通利便性を確保するため、小型車両を活用した「お買い物バス」の運行を開始する。運行日は平日と土曜、路線は高塔山地区及び石峰山地区から産業医科大学若松病院の二路線で、運賃は既存の運賃体系が適用されひまわりバスカードも利用可能である[24]。
- 2021年（令和3年）
  - 7月26日 - 回数乗車券・一日乗車券「ひまわりバスカード」の利用・販売が終了[25]。
  - 10月1日 - 折尾地区整備事業において、北口駅前広場整備のため「折尾駅」を折尾駅高架下に移設。また、「折尾駅西口」が「折尾駅」に統合され、「折尾一丁目」が「折尾駅北口」に変更された。これに伴い、ダイヤ改正が行われ、一部路線にて運行時刻及び回数の変更、系統の廃止が行われた[26]。
  - 10月9日 - 案内所、営業所窓口にてICカード「nimoca」の新規発行、チャージの取り扱いを開始（ただし、nimoca以外のカードのチャージの取り扱いは利用開始予定日の30日から開始）[27]。
  - 10月30日 - ICカード「nimoca」の導入に伴い、全国相互利用サービスに対応した交通系ICカードが利用可能となる[27][28]。
- 2023年（令和5年）
  - 6月30日 - 9年ぶり電気バスを導入。同じ北九州市に本社を置くEVモーターズ・ジャパンの小型路線バス「F8 Series4-Mini Bus」を採用。

## バス事業
バス事業は1929年に、若松渡場から折尾駅前までの11.2kmの区間で、旧若松市が経営する市営バスとして開業。現在は主に北九州市若松区を中心として、隣接する北九州市八幡西区と遠賀郡水巻町・芦屋町の一帯に路線網を持ち、さらに一部の路線が北九州市戸畑区・小倉北区・八幡東区および中間市に延びる。
2006年4月1日に、定時運行の確保やJRとの接続を効率化するためダイヤの全面改正が行われ、路線や系統番号などのシステムが大きく改編された。通学バスなど一部系統を除いた大半の路線が二島駅周辺を境に路線分割され、原則として二島地区から東へ向かう路線は若松営業所が、西へ向かう路線は向田営業所が、それぞれ受け持つようになった。しかし2010年頃から、二島地区を越えて直通運行する系統が再開され、それらはダイヤ改正を行うたびに拡大している。さらに両営業所でほぼ全線を共同運行するダイヤに変更している。
乗降方式は後乗り前降り。区間料金制（1区190円、2区230円、3区270円、以降1区ごとに30円ずつ加算、7区以降は1区ごとに20円ずつ加算）であるが、若戸大橋を経由した場合は降車時の運賃より20円減額されたり、主要駅周辺の駅から駅まで100円バスなど一部例外もある。
これまで、運営が非効率的で赤字路線がかなり多く、今後の経営状況によってはバス事業の抜本的な見直し（民営化など）の必要もあると（北九州市交通局では）していたものの、平成16年以降の新規車両の購入凍結や各種のコスト削減策などにより、近年では事業全体としては健全運営を何とか維持できている。路線ごとの収支は公にされておらず、市営バス事業改善計画の答申資料による資料では黒字区間は小倉線、戸畑線、若松（小石、二島）、浅川線（青葉台、芦屋）などごくわずかの路線とされている。赤字区間のうち、特に若松区北西部の赤字が事業全体の赤字額の3割を占め、市営バス事業改善計画においてもこの区間の見直しを重点課題としている。若松区北西部の路線については2014年6月より折尾、二島との直通運行を廃止し、大鳥居 - かんぽの宿北九州間の折り返し運用（現在は大鳥居 - かんぽの宿北九州間の折り返し運用以外の路線が増便されている。）となる。また、同時に運賃制度も他の路線とは異なり、初乗り270円（以降は運賃区界ごとに1区ずつ加算）と一般路線の3区相当額の設定となっていたが、2020年3月のダイヤ改正で小型車両の導入に併せ、利用促進を図るため他の路線と同じ運賃に戻った。

### 営業所
- 若松営業所 - 北九州市若松区東小石町3番1号（交通局も同所）
- 向田営業所 - 北九州市八幡西区三ッ頭2丁目25番1号

また、折尾駅前（TSハウス1階）、二島（イオン若松ショッピングセンター）、若松商連内に案内所がある。1988年までは折尾営業所(折尾車庫)、1990年代末期までは二島営業所(当時は交通局本庁舎)、2019年3月末までは小倉北区役所案内所、若松市営バス時代には藤木営業所が存在した。折尾駅前案内所は2020年3月20日までオリオンプラザ内にあったが、オリオンプラザ解体のため旧ミスタードーナツ折尾駅前ショップ跡である折尾ロイヤルビル1階に移転した。その後も折尾ロイヤルビルの解体が決まったため、2021年7月1日にTSハウス1階に移転した。
路線については各営業所の項を参照。

### 一般路線バス

#### 系統番号・方向幕
運行開始以来、長く系統番号の導入はされなかったが1990年代からまず方向幕のカラー化を開始した。方向幕の地の色・文字の色で経由地・方面をわかりやすく表示したものだった。その後1990年代後期に「行先番号」が導入された。これは「行先」を固定の番号で示すものであり、若松営業所行きはどの始発地からでもどの経由地を通るものでも20番であった。番号部分の色分けにより経由地を区別した。その後これを若干マイナーチェンジし「枝番」を付けて経由地を表すものを導入した。現在は、LED方向幕の導入により、カラー化は行われていない。しかし、福岡県では西鉄バスが系統別に付番していることもあり、行きと帰りで番号が違うこの制度は広く浸透せず西鉄バスと同様の系統別の方式に改められた。西鉄バスとの番号の共通化、統一は行われていない。

#### 優等系統
古くは二島本線で一部の停留所を通過する準急系統が存在したがその後はすべての系統が各停留所に停車していた。1990年代に浅川線で快速系統が新設されたのを皮切りに快速、急行などのバスが運行されている。
- 現在運行中の優等系統
  - 折尾駅 - 学研都市（ノンストップ）※長期休暇時は運休
  - 青葉台入口→折尾駅（快速70）快速区間 第二浅川橋→学園大通り
  - 鶴松団地 - 花野路 - 折尾駅（快速91）快速区間 第二浅川橋 - 学園大通り
  - 学研大通り西 - 折尾駅（快速63）快速区間 浅川交差点 - 学園大通り
- かつて運行された優等系統
  - 折尾駅→青葉台入口（快速70）快速区間 学園大通り→浅川小学校前
  - 第二浅川橋 - 小倉（特急）青葉台入口 - 大橋通り間は第一二島にのみ停車。
  - 第二浅川橋 - 小倉（快速10）現在は折尾駅発着の普通に格下げされている。
  - 折尾駅西口 - 学研都市（急行ひびきの号）※専用車での運行。途中九州共立大前にのみ停車。
  - 黒崎芦屋間急行バス（芦屋急行線）
  - 第二粟屋→折尾駅西口（快速90）快速区間 第二浅川橋→学園大通り
  - 折尾駅→第二粟屋（快速90）快速区間 学園大通り→第二浅川橋
  - JCHO九州病院前→西鉄黒崎バスセンター→新払川大橋（快速56）快速区間 西鉄黒崎バスセンター→ひびきの南一丁目
  - 新払川大橋→黒崎駅→JCHO九州病院前（快速56）快速区間 ひびきの南一丁目→黒崎駅
  - 鶴松団地 - 青葉台 - ひびきの南 - 黒崎バイパス - 都市高速（東田IC - 紫川JCT - 大手町IC） - 北九州市役所前 - 小倉駅新幹線口（特急）北九州市役所前 - 小倉駅新幹線口間は各バス停に停車し、それ以外の区間は主要バス停のみに停車。

### 主なバスターミナル
- 若松渡場
- 戸畑駅
- 小倉駅（新幹線口）
- 黒崎駅南口、西鉄黒崎バスセンターにはJCHO九州病院前(黒崎地区から各方面へ向かう系統)発のみが乗り入れ、JCHO九州病院前行き(各方面から黒崎地区終着)はバスセンターに入らず黒崎駅(バスターミナル)に乗り入れる。また黒崎駅北口にはTHE OUTLET KITAKYUSHU(ジアウトレット北九州)から高須方面へ向かう臨時便のみが乗り入れている(逆に高須方面からTHE OUTLET KITAKYUSHUへ向かう路線も乗り入れているが、乗車はできず降車のみとなっている)。
- かつて折尾駅北口にターミナルがあり、大半のバスがここを発着していたが、現在は折尾地区整備事業に伴い折尾駅高架下に移設され、西口バス停も統合された[33]。

### 高速バス（運行終了）

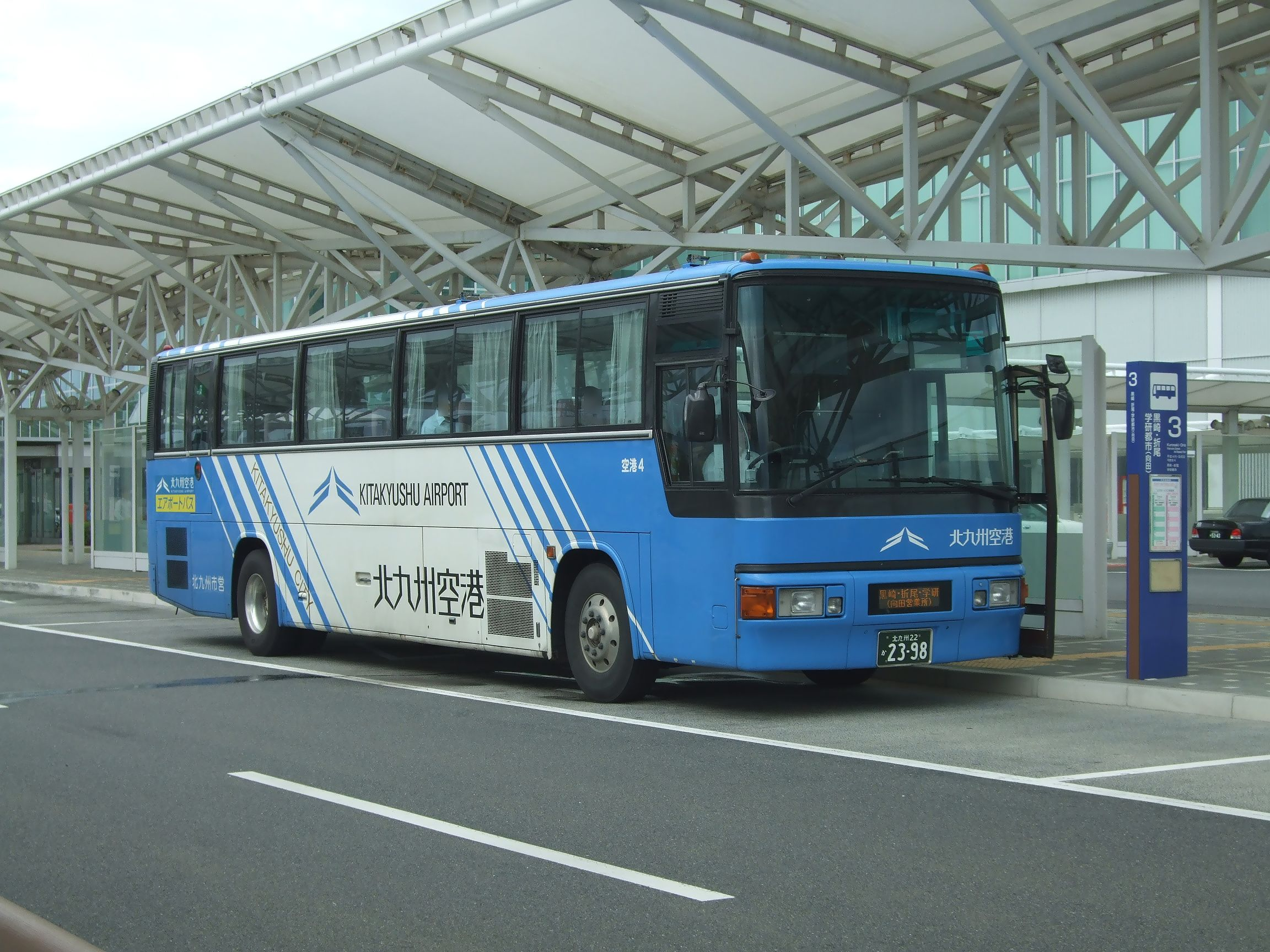
かつて運行していた空港線

- 向田営業所  -  高須交番前 - 学研都市ひびきの - 浅川学園台入口 - 産業医科大学病院入口 - 学園大通り - 折尾駅西口 - 西鉄黒崎バスセンター - ホテルクラウンパレス北九州 - 黒崎インター引野口 - 高速千代ニュータウン - 八幡IC - 小倉南IC - 北九州空港
  - 2006年3月16日、北九州空港開港と同時に学研都市ひびきの発着で運行開始。
  - 2007年8月1日に向田営業所まで延長。当時のルートは向田営業所 - 高須公営住宅前 - 学研都市ひびきの - 浅川学園台入口 - 産業医科大学病院入口 - 学園大通り - 折尾駅西口 - 北九州空港。当初は北九州市営バスの単独運行で、黒崎駅は経由しなかった（黒崎駅からは西鉄バス北九州により黒崎 - 北九州空港線が運行されていた）。
  - 2009年4月1日のダイヤ改正で折尾発・黒崎発の両路線を統合（同時に運行ルートの都合で経由地を高須公営住宅前から高須交番前に変更）し、西鉄バス北九州との共同運行になった。
  - 2010年4月1日から西鉄バス北九州が撤退し、再び北九州市営バスの単独運行に戻った（同時に小倉南ICは全便通過となった）。
  - 2011年3月27日付で、その撤退した西鉄バス北九州に路線を民間移譲、学研都市ひびきの発着に戻った。
  - 北九州市営バスでは、青と白のツートンカラーの専用塗色の車両を使用していた。空港連絡バスからの撤退後、車両は貸切車へ転用された。

### 乗車券類

#### ひまわりバスカード（廃止）
2001年（平成13年）9月、乗車カードとして小田原機器製のICカード「ひまわりバスカード」が導入された。九州における交通系ICカードの先行事例だった。
種類は3種類あった。
- 回数乗車券
- 定期乗車券
- 一日乗車券（大人用・子供用）

カードの新規発売時、1枚につき500円の預り金（デポジット）を収受しており、カードを返却した際に返還された。
なお、ひまわりバスカードにおいては、カードに残高をチャージすることを「積み増し」と呼んでいた。
バス車内では定期券タイプ・一日乗車券タイプの子供用を除き購入することができた。ただしバス車内では、回数券タイプは1,000円・2,000円・3,000円・5,000円・10,000円分のみで、一日乗車券タイプは5回分までしか新規発売・積み増しできなかった。またバス車内で購入できなかったものについては各案内所・営業所でしか取り扱いされていなかった。積み増しについては、各案内所・営業所に加えて西鉄黒崎バスセンター定期券販売所でも行うことができた。ただし、西鉄黒崎バスセンター定期券販売所では、カードの新規購入（共通定期券を除く）はできなかった。また、回数券で降車処理後1時間以内に同名称のバス停（地域によって同一バス停としているエリアもあった）で乗り継ぎを行った場合（定期券の有効区間と連続した乗り継ぎ、往復、均一区域、乗車受付を忘れた場合は対象外）、運賃が90円引きになった。かつては、回数券タイプかつ3,000円以上でしか新規発売を取り扱いしていなかったが、2007年4月1日より一日乗車券・大人用の新規販売を始めた。また回数券タイプも1,000円単位で新規発売・積み増しを開始した。
定期券タイプは、通勤定期券・通学定期券・持参人式定期券・片道定期券・一括契約定期券・地域フリー定期券（折尾・若松渡場）・全線定期券・高齢者向け高割引定期券「ふれあい定期」があった。ただし市営バス・西鉄バスが共通で乗車できる『本城西団地共通定期券』は現在も紙券タイプで発売されている。定期券タイプは、紙式を除いて積み増しができた。万が一期限が切れていたり、定期区間外に乗車しても回数券タイプのように積み増しすれば、利用することができた。
回数券タイプは、最大25,000円まで積み増しすることができた。また積み増し額により最大10%のプレミアムがついた。
一日乗車券タイプは、大人700円（小人350円）で市営バス全路線に乗車することができた。最大35回分積み増しができた。
回数乗車券と一日乗車券においてはnimoca導入準備に伴い10人乗り小型バスは2021年（令和3年）6月30日、大型バスは7月26日を以て利用及び販売を既に終了している。定期乗車券においてもnimoca導入準備によるICカードリーダーの利用停止に伴い、従来の乗降時にカードリーダーにタッチする方式から降車時にICカード券面を運転者に提示する方式に変更された。
このカードは北九州市営バス以外では利用できなかった。ひまわりバスカードは日本鉄道サイバネティクス協議会が策定したサイバネ規格に準拠しておらず、サイバネ規格に準拠したnimoca（西鉄グループ）やSUGOCA（JR九州）をはじめとした他社の交通系ICカードとの互換性はなかった。北九州市営バスは、西鉄等が乗車カードとしてまず磁気カードを導入したのとは異なり最初からICカードを採用しており（ひまわりバスカードが導入された時点で、サイバネ規格に準拠したSuicaはまだ試験導入段階であった）、IC乗車カードの共通利用は想定していなかった。その後、2021年10月頃をめどにnimocaへの切り替えが発表され、同年10月30日から利用できるようになった。

#### nimoca
前述の通り、2021年10月30日より導入された。

#### 一日乗車券
一日乗車券の発売価格は大人700円（小人350円）で、北九州市営バスの全路線が一日乗り放題となる。
- 紙券 - 利用する年月日をコイン等で削るスクラッチ方式となっている。ひまわりバスカードの導入により、ひまわりバスカードに搭載しての販売となったため紙券は販売終了していたが、ICバスカード一日乗車券の利用・販売終了に伴い、サービス維持のため販売が再開された。各営業所、案内所及びバス車内で販売しているが、バス車内では千円札と硬貨のみ対応しており、大人券のみの取り扱いとなる[38]。
- モバイルチケット - 2020年1月28日発売・運用開始[39]。ジョルダンの「乗換案内」とそのインバウンド向け版の「Japan Transit Planner」のアプリ内で発売・運用しており、営業所や案内所の窓口やバス車内では発売していない。購入情報入力画面で購入数（人数）、支払者情報、支払情報（決済方法・会員番号）を入力して購入し、購入したモバイルチケットの画面を降車時に運転者に提示して使用する。乗車券購入時の決済方法としてクレジットカード（VISA、MasterCard、JCB、American Express、Diners Club）、PayPay、銀聯（ぎんれん）カード、Alipay（アリペイ）、ジョルダンチケットコードが利用可能である[40]。
- ICバスカードでの販売は、ひまわりバスカードが2021年7月26日限りで利用・販売終了したことに伴い終了した。

### 車両
一般路線車のシャーシは日産ディーゼル（当時、現「UDトラックス」）製もしくは三菱ふそう製が採用されている。多くの車両が西鉄バスと同じく地元の西日本車体工業製ボディを架装している。西日本車体工業解散後の2011年5月には三菱ふそうバス製造 (MFBM) 製の三菱ふそうエアロスターが5台採用された。これは市の政策によって先行導入された車両である。その後もエアロスターが2016年度と2018年度を除き数台程度導入されている。他にわずかながら1980年代から1990年代にかけて当時の純正ボディメーカーの富士重工業製や新呉羽自動車工業・三菱自動車バス製造製ボディを架装して導入された車両がある。
車両の色は白と紺のツートンカラー、若緑色と白のツートンカラー、明るい緑色と白のツートンカラー（新塗装）の3種類で、明るい緑色と白のツートンカラーへの塗色変更が進められている。ワンステップバスやノンステップバスは紫色と白のツートンカラー、黄緑色一色塗りなどの変遷を経て、1994年（平成6年）度以降に納車されたほとんどの車両はツーステップバスの新塗装と同様、明るい緑色と白のツートンカラーとなっている（白と紺のツートンカラーの606号車、若緑色と白のツ－トンカラーの9901号車と9902号車、黄色塗装の0009号車、ハローキティキャラクターバスの1501号車と1601号車は除く）。競艇の送迎車には一般路線車もしくは一般路線車にハーフラッピングが行われた車両が使用されており、以前使用されていた特別塗装車は廃車となった。かつては学研都市ひびきのPR用の特別塗装を行っていた。各車に車両番号が付けられている。車号は平成8年導入車までは、和暦+通し番号（例：昭和63年度予算購入の7台目→6307、平成6年度予算購入の1台目→601）、以降は西暦の下2桁+通し番号となっている。そのため、車体やメーカーによる区別は行われていない。
2014年に大型ノンステップバスタイプの電気バスを2台導入。部品を東レグループ企業と三菱重工業が供給し、車両の組立は韓国の韓国ファイバー (HFG) が行った。この2台は民間会社からの5年間の貸与であったことに加え、外国製のため稼働率が低かったこともあり、同時期に南国交通に導入された同形車と同様、2018年度限りで引退している。
ハローキティと北九州市の観光名所をデザインしたハローキティキャラクターバスが2台ある。2016年5月9日に運行開始した1台目はエアロスター（1501号車）で、2017年5月1日に運行開始した2台目（1601号車）はこれまで導入されていなかった日野自動車製（ブルーリボン）である。
2019年度には10人乗り小型バスとしてトヨタ・ハイエースを導入し、利用者の少ない路線や時間帯に充当している。
2020年度には都営バス青梅支所から日野・レインボーHR（都営社番W-L672）が移籍した（0303号車）。
2023年度にはマイクロバスの三菱ふそう・ローザを導入し、利用者の少ない路線に充当している。また9年ぶりの電気バスとして、EVモーターズ・ジャパン製の小型電気バス「F8 Series4-Mini Bus」を1台導入した。
2017年3月頃から2020年4月頃までは、ギラヴァンツ北九州のラッピングバスを運行していた。0009号車をギラヴァンツ北九州のグループカラーの黄色に塗り替えた車両で、車内はギラヴァンツ北九州の監督・選手のプロフィールが掲載されていた。のちにラッピングを解除し、車体の塗装は戻さず黄色のまま若松競艇場のラッピングが施された。初代ギラヴァンツ北九州ラッピングバスとして使用されていた9903号車は明るい緑色と白のツートンカラーに戻されている。
貸切車は、縦10列または11列で横4列シートの大型車のみ保有する。塗装は紫色と白、もしくは青色と白（元空港線車両）のツートンカラーである。貸切バス車両には車両番号ではなく、各車に北九州市内の地名や山などにちなむ固有の愛称が付けられている。

#### 車両ギャラリー

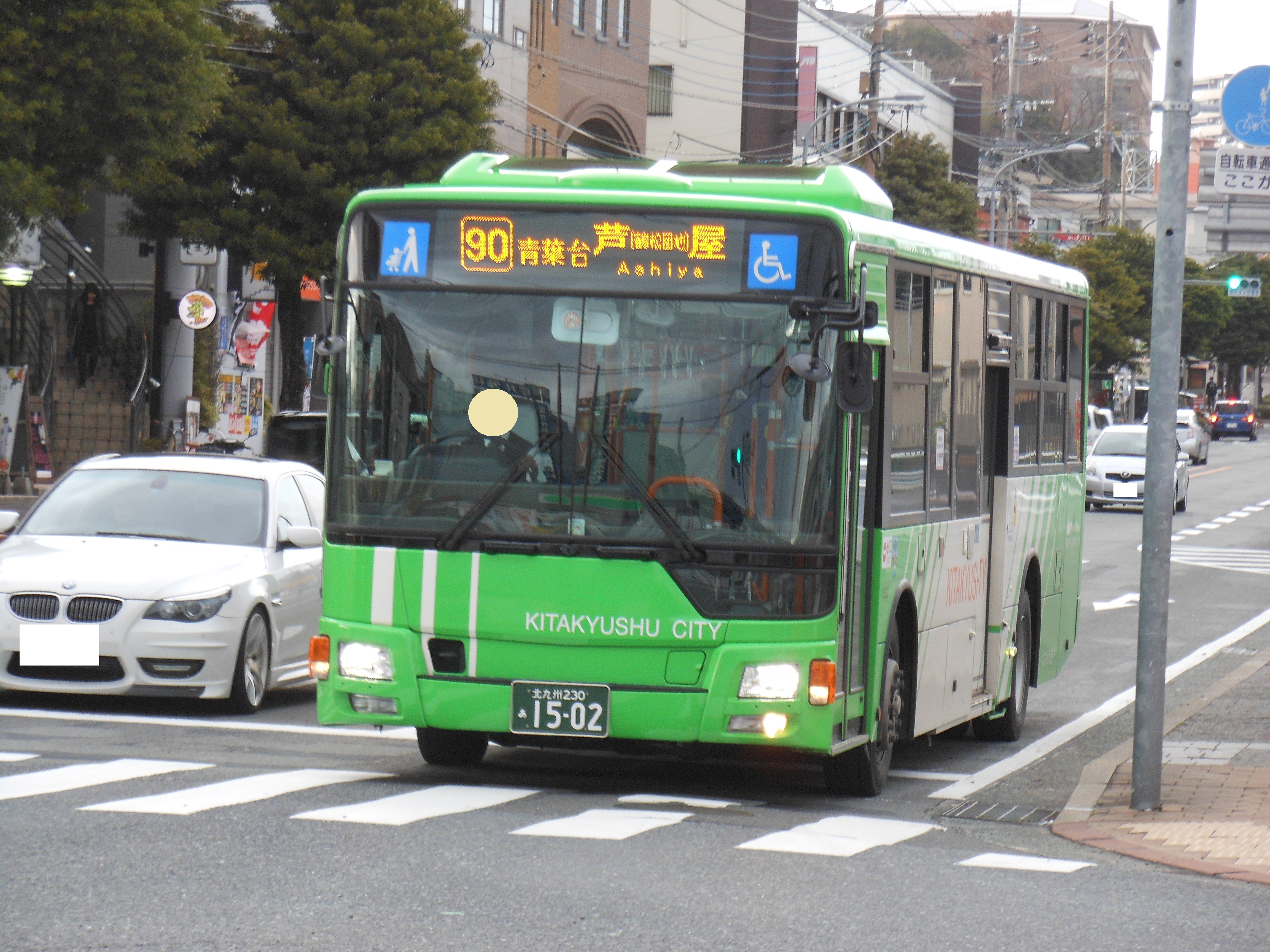
1502 2010年度以降は三菱ふそう・MBM純正ボディの大型ノンステップバスが多く導入されている。
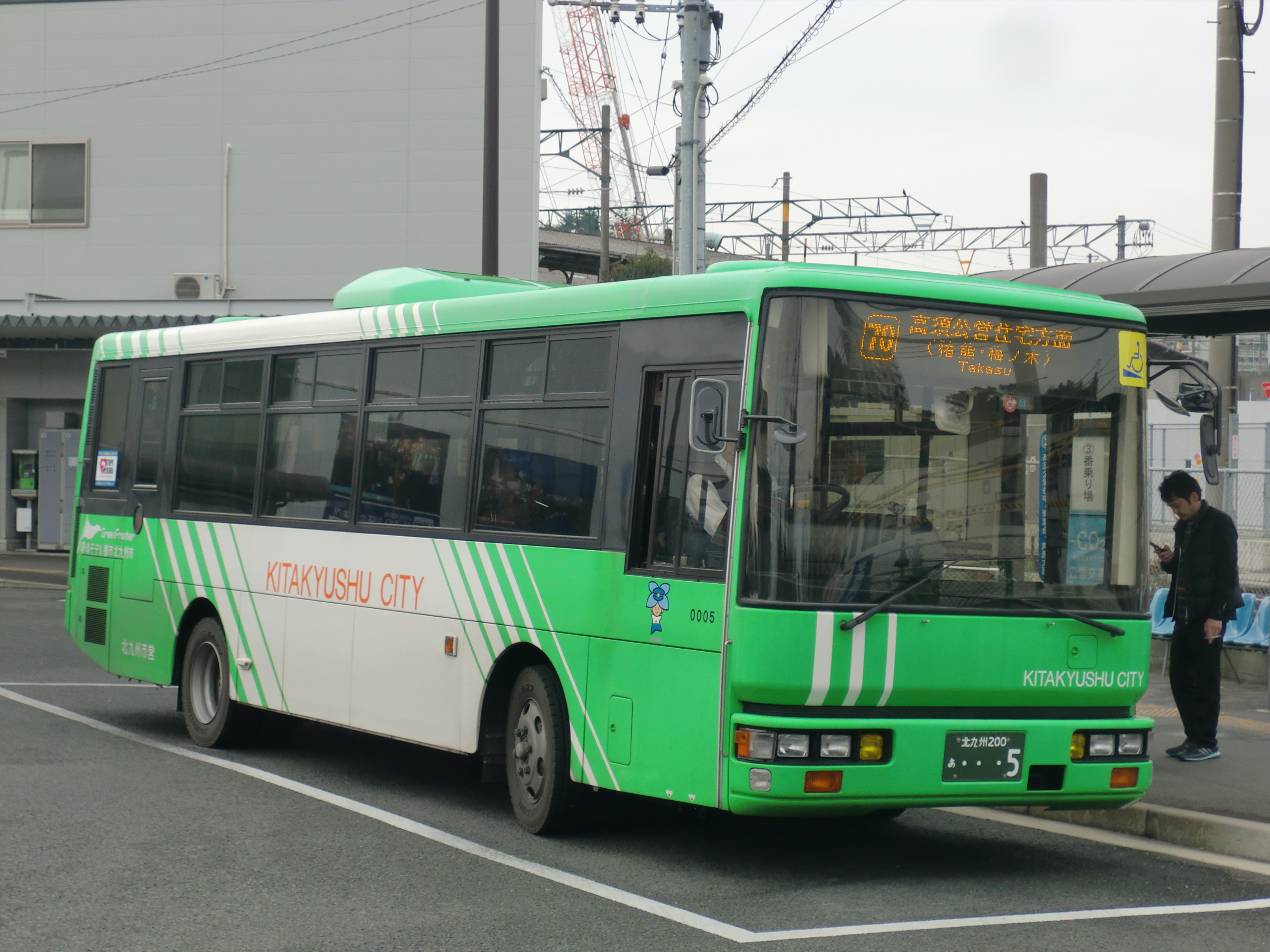
0005 2000年度に導入された日産ディーゼル+西工車体の中型ノンステップバス。運行開始当初は黄緑色の塗装であったがのちに塗り替えられた。
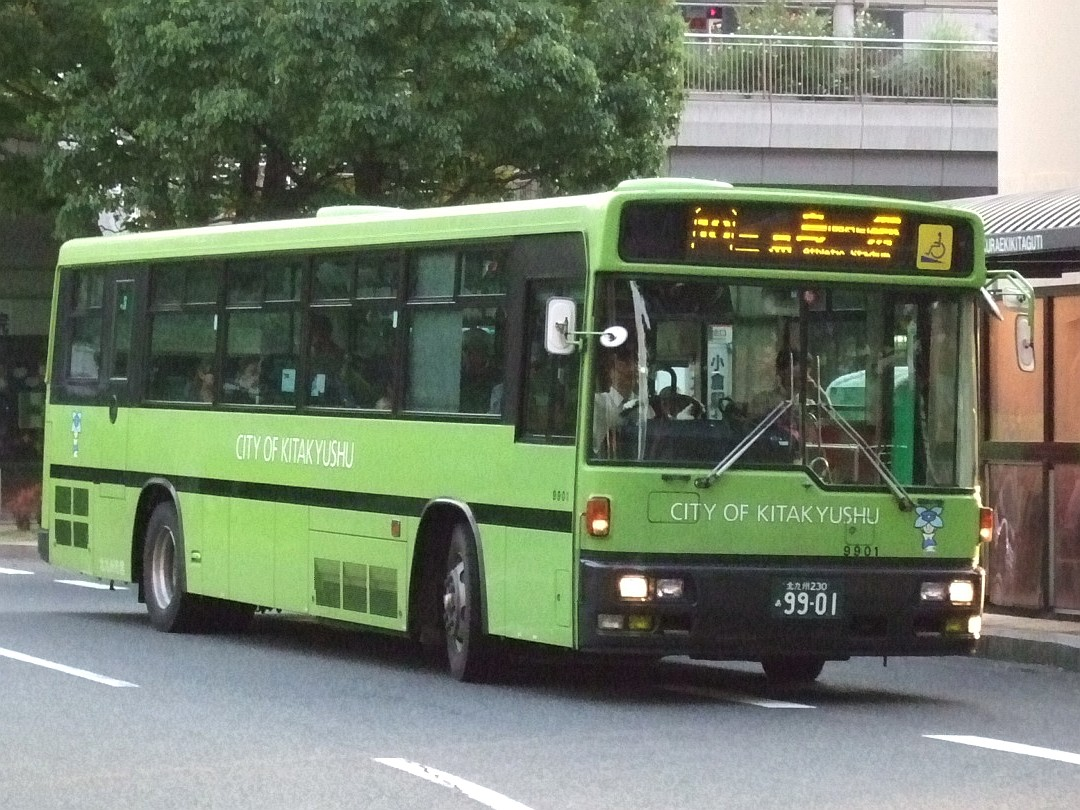
9901 1999年度に導入された日産ディーゼル+西工車体の大型ノンステップバス。この塗装は運行開始当初のもので、のちに上記の0005と同様に塗色変更された。
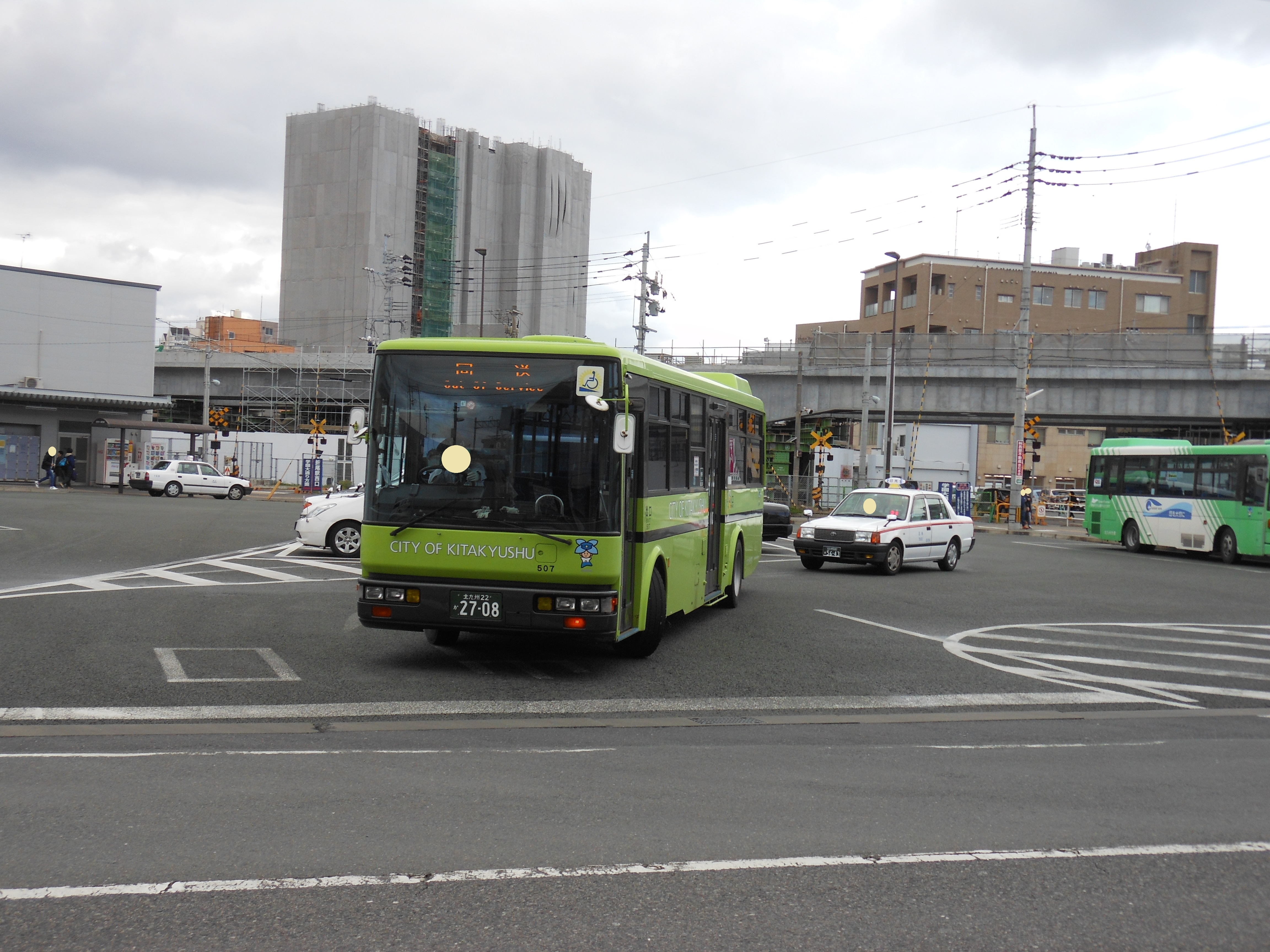
507 1993年度に導入された日産ディーゼル・スペースランナーJPの中型長尺ノンステップバス。運行開始当初からの塗装。
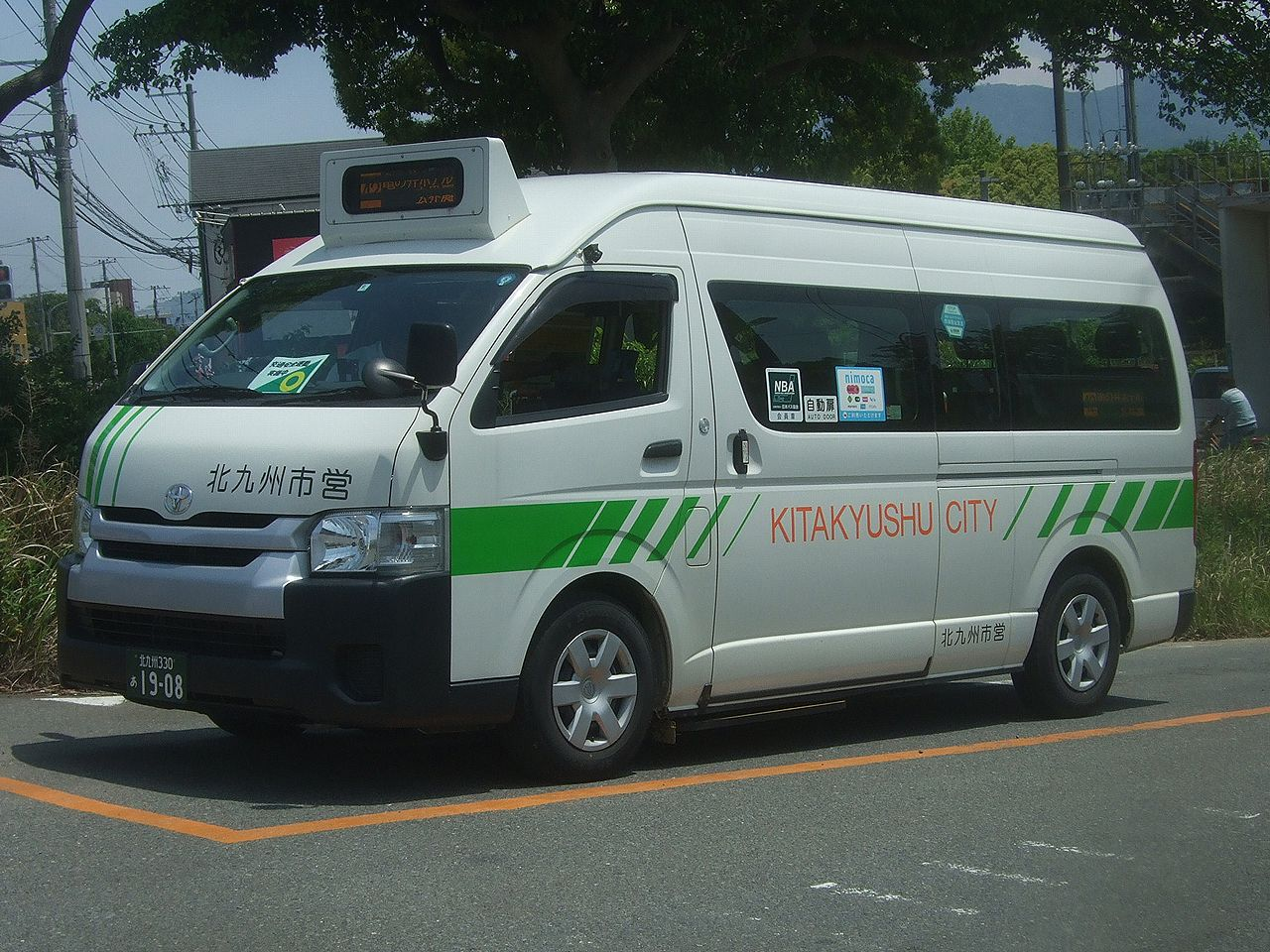
1908 2019年に導入されたトヨタ・ハイエース。
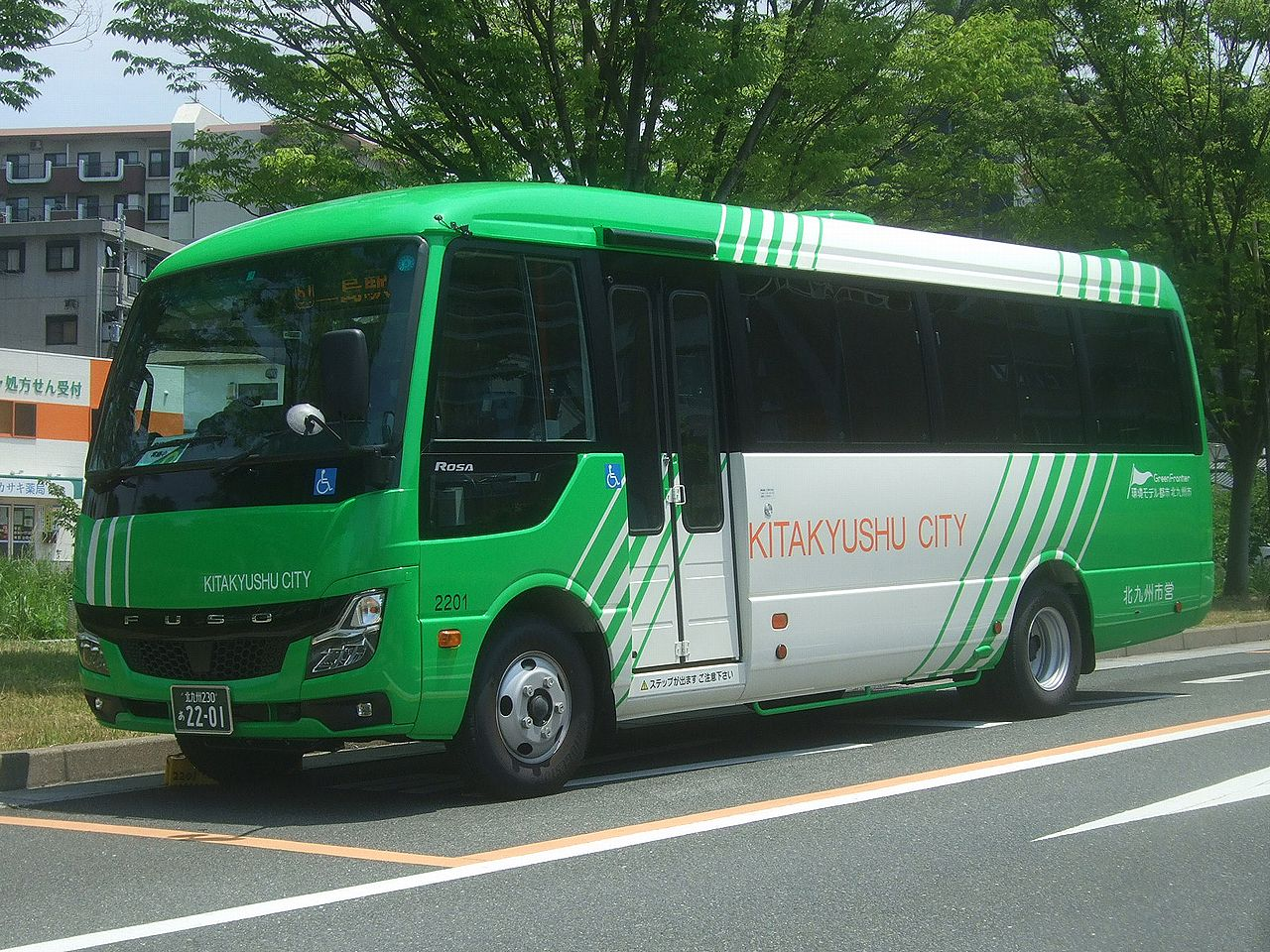
2201 2023年に導入された三菱ふそう・ローザ。
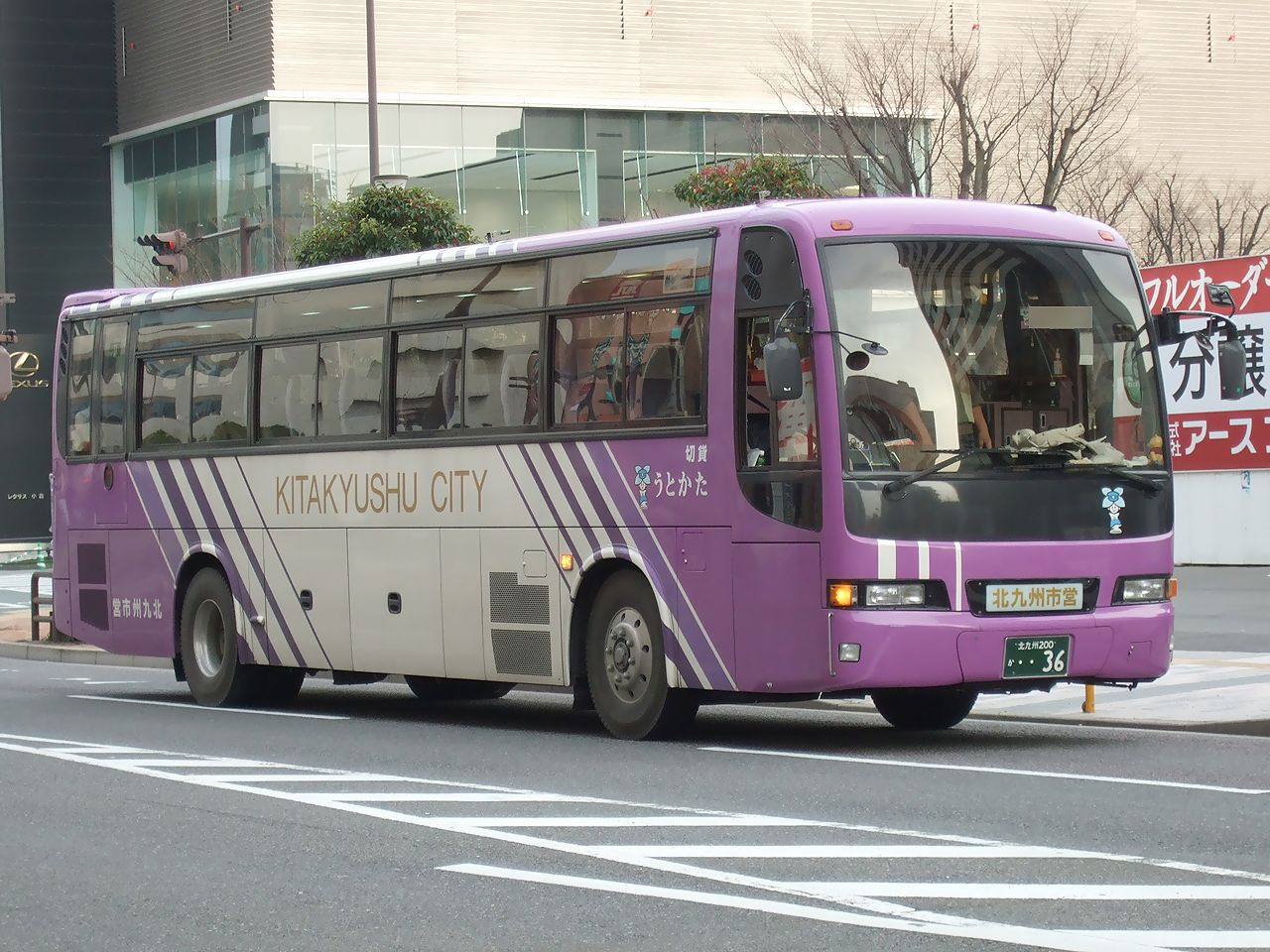
たかとう 貸切車には車両番号ではなく北九州市の山や海などにちなんだ愛称が付けられる。

過去の車両

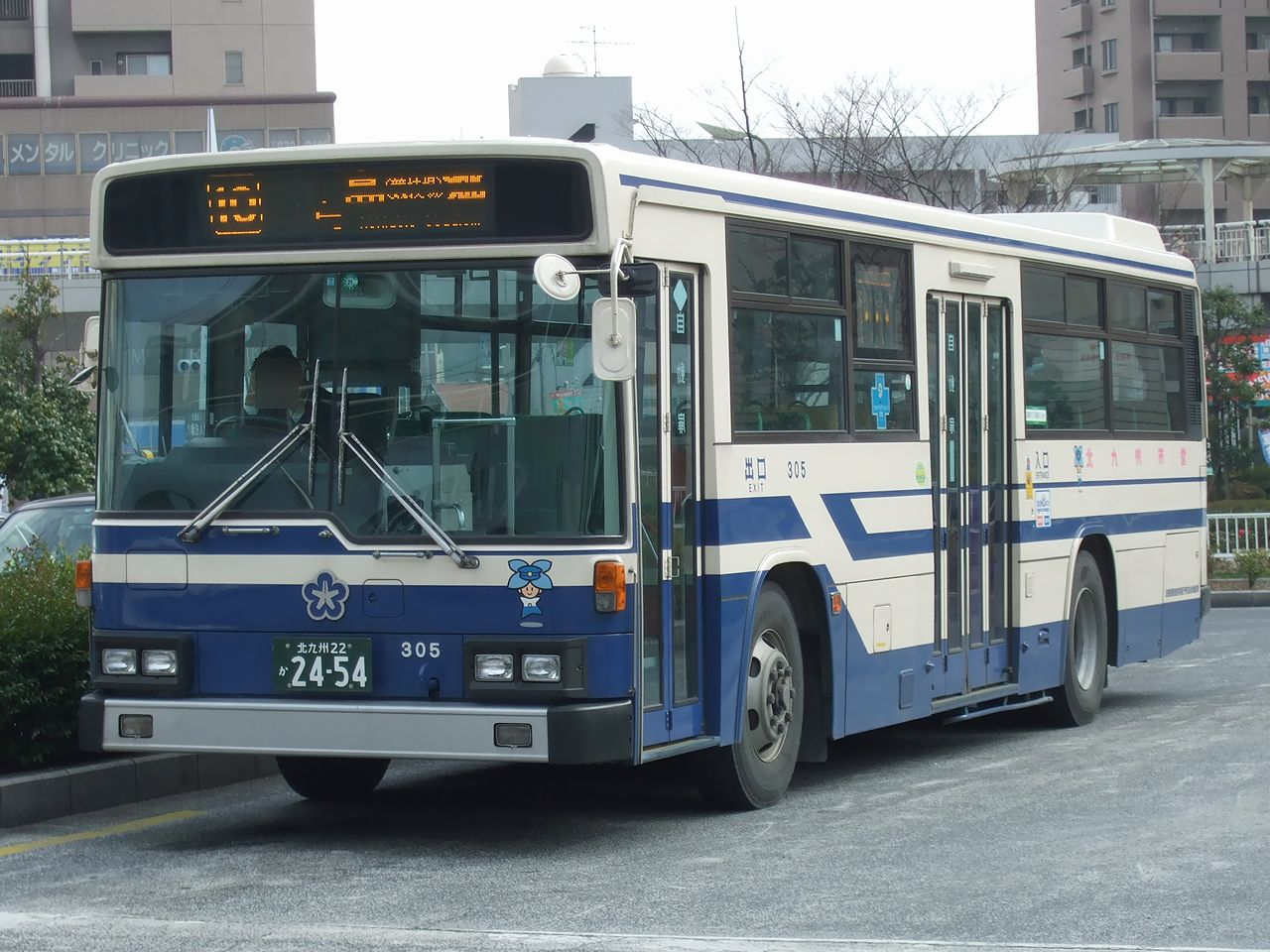
305 1991年度導入。かつて導入されていたツーステップバスはこの色が標準であった。のちにツーステップバスもワンステップバス・ノンステップバスの新塗装と同色へ塗り替えが進められた。
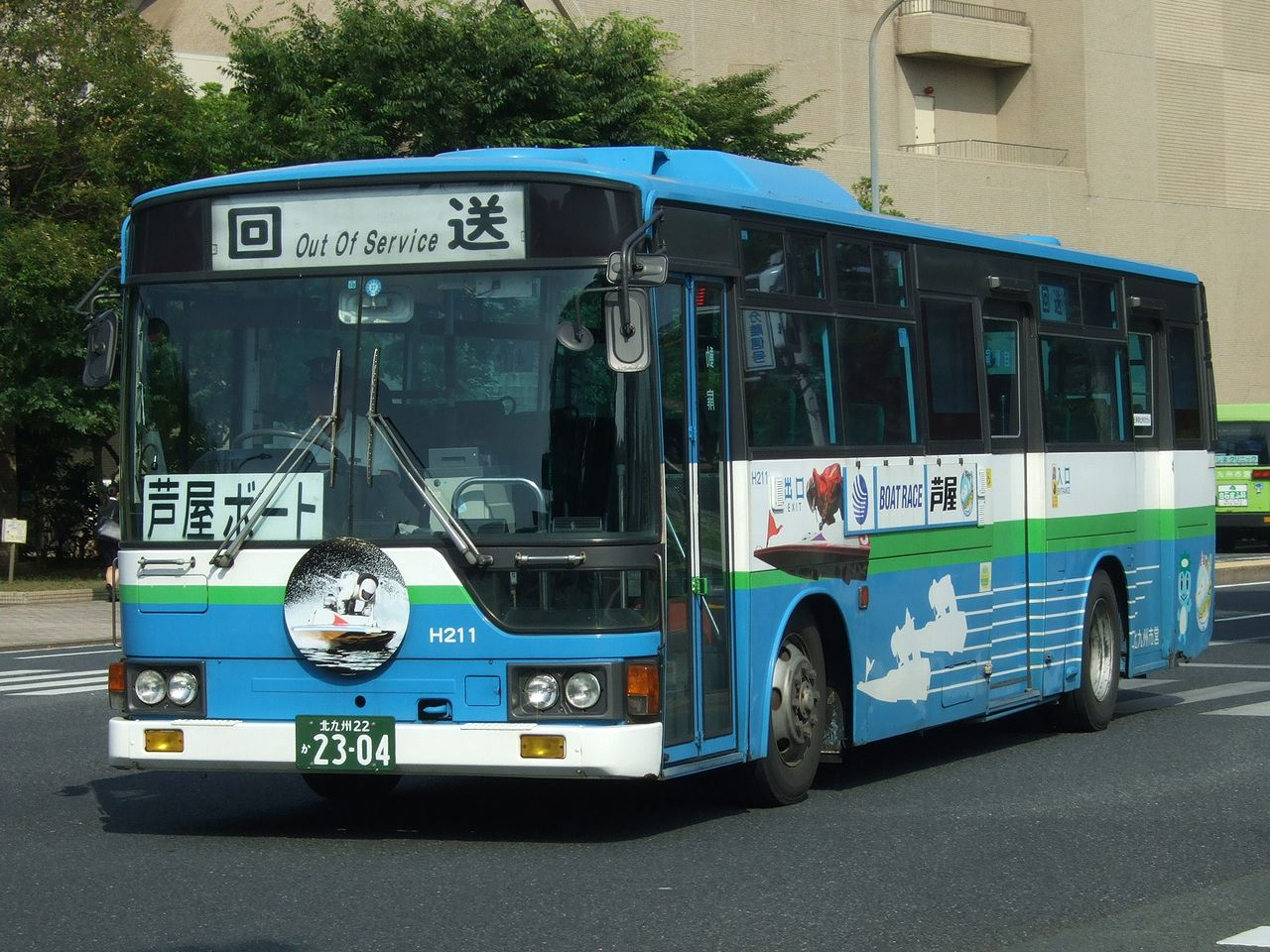
H211 1990年度導入。三菱ふそう+呉羽の3扉車。若松ボートの送迎バスとして使用されていたが廃車代替された。
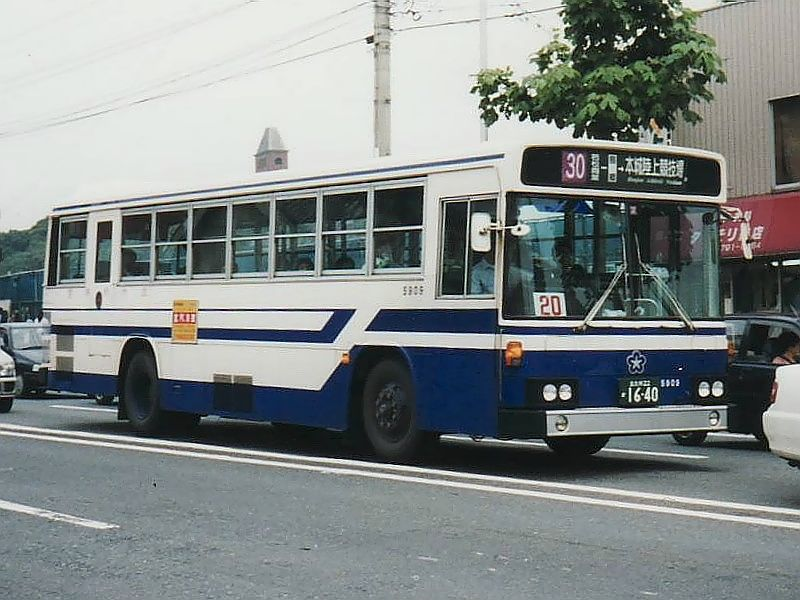
5909 行先表示器がLED化される以前は黒地の方向幕を使用していた。
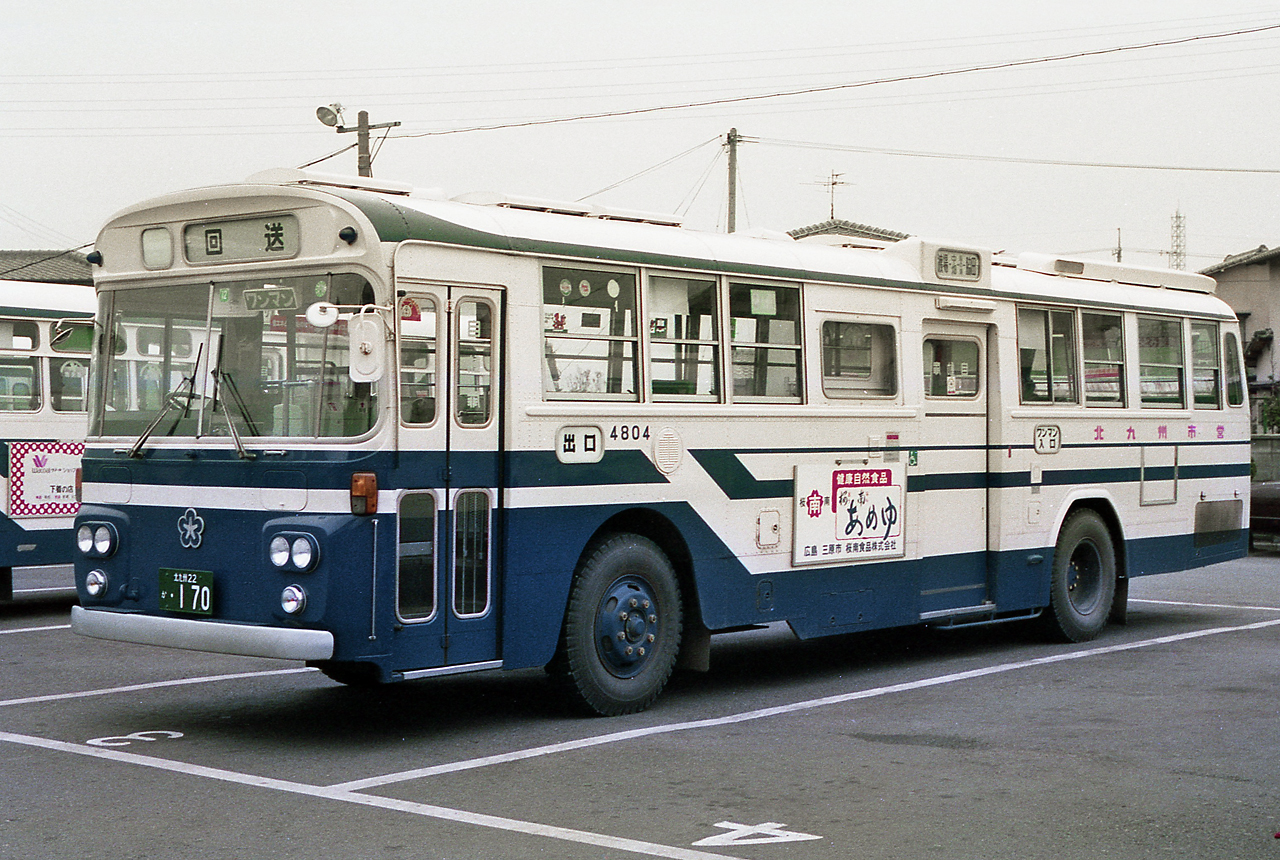
4804 かつてのモノコックボディ車。1973年式、日産ディーゼル・U20+富士重工業3E車体架装。
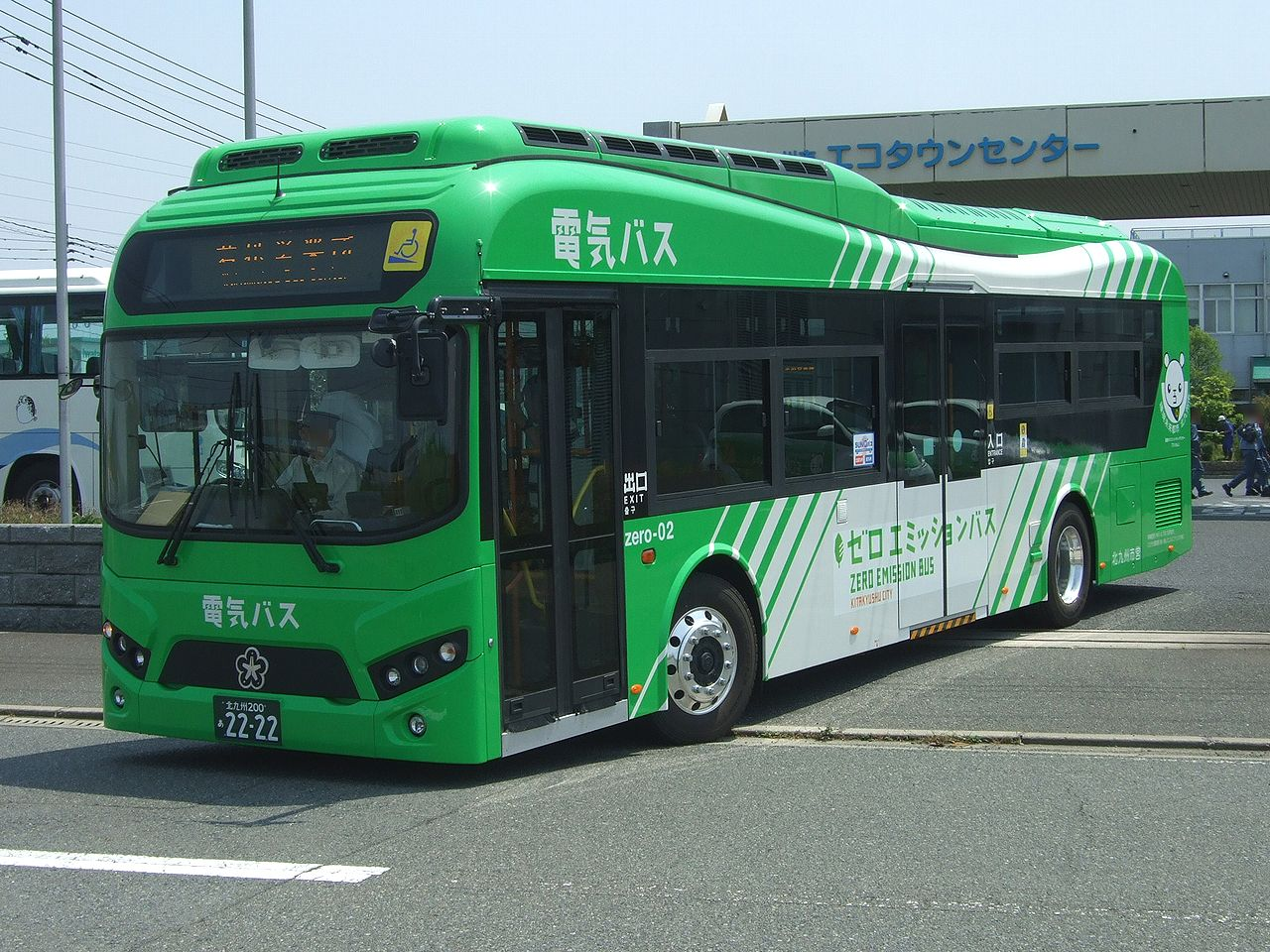
zero-02 2014年度導入の電気バス。

## 軌道事業（廃止）
軌道事業（北九州市営軌道）は1936年に若松市営軌道として当時の若松市内で開業。その後、北九州市発足とともに北九州市営軌道となった。電化された路面の軌道であるが、一般の路面電車とは異なり、貨物専業で旅客営業は行わなかった。電気機関車で国鉄の貨車を牽引し、若松駅と港湾部の間で貨物輸送を行ってきたが、道路上を走行するため騒音・振動が激しいことや当時の若松の目抜き通りの中川通りを縦断することから沿線住民とのトラブルが絶えなかった。主力の石炭輸送量の減少に伴って経営が悪化し、1968年から1971年まで運営業務を日本通運に委託。1971年からは事業の所管が交通局から経済局に移管されている。その後も経営状況は改善されず1975年に廃止された。

### 路線データ
- 路線距離：
  - 若松駅 - 北湊 1.3km
  - 中川通 - 浜ノ町 0.6km
  - 中川通 - 安瀬 2.1km
- 軌間：1067mm
- 電化区間：全線（直流600V）

ほとんどの区間が単線であったため、中川通りを若松駅側に進む場合などは道路の右側を対向車の流れと逆らうように走行していた。

### 年表
- 1932年（昭和7年）6月11日 軌道特許状下付[46]
- 1933年（昭和8年）5月8日 工事施工認可申請
- 1936年（昭和11年）5月5日 北湊線（本線）若松 - 北湊 (1.3km) および浜ノ町線中川通 - 浜ノ町 (0.6km) 開業
- 1936年（昭和11年）5月22日 市営電気軌道事業開始、本線延2.665km、側線延0.850kmを敷設（若松市史第2集）
- 1938年（昭和13年）7月20日 連歌浜線軌道特許状下付[47]
- 1939年（昭和14年）2月14日 本線より北湊海岸線へ延0.300kmを敷設（若松市史第2集）
- 1939年（昭和14年）5月1日 連歌浜支線延長第1期0.800kmを敷設（若松市史第2集）
- 1939年（昭和14年）7月11日 連歌浜線中川通 - 連歌浜 (0.8km) 開業
- 1939年（昭和14年）9月13日 連歌浜支線延長第2期0.170kmを敷設（若松市史第2集）
- 1945年（昭和20年）9月30日 浜十二番町支線より東海岸連絡線0.100kmを敷設（若松市史第2集）
- 1952年（昭和27年）10月1日 市営電気軌道事業に地方公営企業法適用（若松市史第2集）
- 1958年（昭和33年）3月6日 連歌浜線連歌浜 - 安瀬軌道法特許
- 1959年（昭和34年）8月1日 連歌浜線連歌浜 - 安瀬 (1.3km) 開業
- 1968年（昭和43年）9月21日 経営合理化のため運営業務を日本通運に委託
- 1971年（昭和46年）7月1日 運営業務を再び市に移管。市での事業所管は交通局から経済局に移される。
- 1975年（昭和50年）11月1日 全線廃止

### 車両
ボギー台車を2基備える凸型電気機関車がのべ6両在籍した。塗装はいずれも車体は茶色一色だが黄と黒のゼブラのペイントがされた板が若松駅側の端梁につけられていた。開業時に1, 2の2両、廃止時に5, 101, 201の3両。貨車は国鉄車両が直通しており特に緩急車・車掌車などはつけられていない。
1, 2
1936年開業時の車両。書類上、1924年馬来工業の新規製造だが、谷口 (1969) は前所有者があると推測している。全長7,220mm、全幅2,240mm、全高4,253mm、重量10t、出力22.4kW×2、引張力1,370kg（歯車比69:14）と小型で、老朽化及び出力不足のため1950年（昭和25年）3月31日に101に代替廃車され、日本鉄道自動車工業に売却された。1956年、そのうちの1両は北陸鉄道の手に渡って再起し、EB301となっている。
3, 5
1940年（昭和15年）日本鉄道自動車工業の製造。全長8,350mm、全幅2,400mm、全高4,000mm、重量15t、出力26.1kW×4、引張力2,740kg（歯車比81:14）。3は余剰車として1968年（昭和43年）8月31日廃車、5は路線廃止まで在籍。
101
日本鉄道自動車工業の製造、1950年（昭和25年）製造、翌年竣工。全長8,390mm、全幅2,400mm、全高4,064mm、重量20t、出力37.3kW×4、引張力2,500kg（歯車比64:14）。廃止時までの主力機。
201
三菱電機の製造による。1952年（昭和27年）の製造。全長8,830mm、全幅2,400mm、全高3,965mm、重量20t、出力38.8kW×4、引張力3,640kg（歯車比76:15）になっている。廃止時まで主力であった。

### 軌道事業の参考文献
- 谷口良忠 (1969). “北九州市営軌道線”. 鉄道ピクトリアル No. 232 (1969年12月号臨時増刊：私鉄車両めぐり10):  pp. 92-95, 100.（再録：鉄道ピクトリアル編集部 編『私鉄車両めぐり特輯』 2巻、鉄道図書刊行会、東京、1977年。）
- 鉄道省『昭和12年10月1日現在鉄道停車場一覧』鉄道史資料保存会（1986年覆刻）、東京、1937年、p. 457頁。ISBN 4-88540-048-1。
- 和久田康雄 著「昭和52年5月1日現在における補遺」、鉄道ピクトリアル編集部 編『私鉄車両めぐり特輯』 2巻、鉄道図書刊行会、東京、1977年、補遺5頁頁。
- 若松市史第2集編纂委員会『若松市史第2集』福岡県若松市役所、福岡、1959年、pp. 639-648頁。

### その他
1963年の日活映画『狼の王子』（舛田利雄監督）は冒頭と最後が北九州市（1950年 - 1958年〈昭和25 - 33年〉の設定なので当時は若松市）が舞台だが、冒頭で主人公の養父的な存在の日下組の組長・日下万蔵（演：石山健二郎）が対立する組の刺客に刺殺される話が出てくる。この万蔵が刺されるシーンの直前に画面左手の方から若松市営軌道の貨物列車が登場し「主人公が真横を通る列車の轟音でこの騒ぎに気がつくのが遅れて先にどんどん行ってしまい、刺された万蔵が逃げようと貨車にしがみつき、刺客がそれを必死に追いかけ切りつけ、万蔵が最後に力尽きて転落する。」という珍しい展開になる。